# Вјерица Радета
Вјерица Радета (Ливно, 15. октобар 1955) српска је политичарка. Потпредседница је Српске радикалне странке, бивши народни посланик у Народној скупштини Републике Србије.
Била је потпредседник Народне скупштине Републике Србије од 6. јуна 2016. године до 3. августа 2020. године.
Има сестру Жељку, која је такође у Српској радикалној странци.